# Podhoroď
Podhoroď (bis 1927 slowakisch Podhradie oder Podhorodie; ungarisch Tibaváralja – bis 1907 Váralja) ist eine Gemeinde im äußersten Osten der Slowakei mit 320 Einwohnern (Stand 31. Dezember 2024), die zum Okres Sobrance, einem Kreis des Košický kraj, gehört.

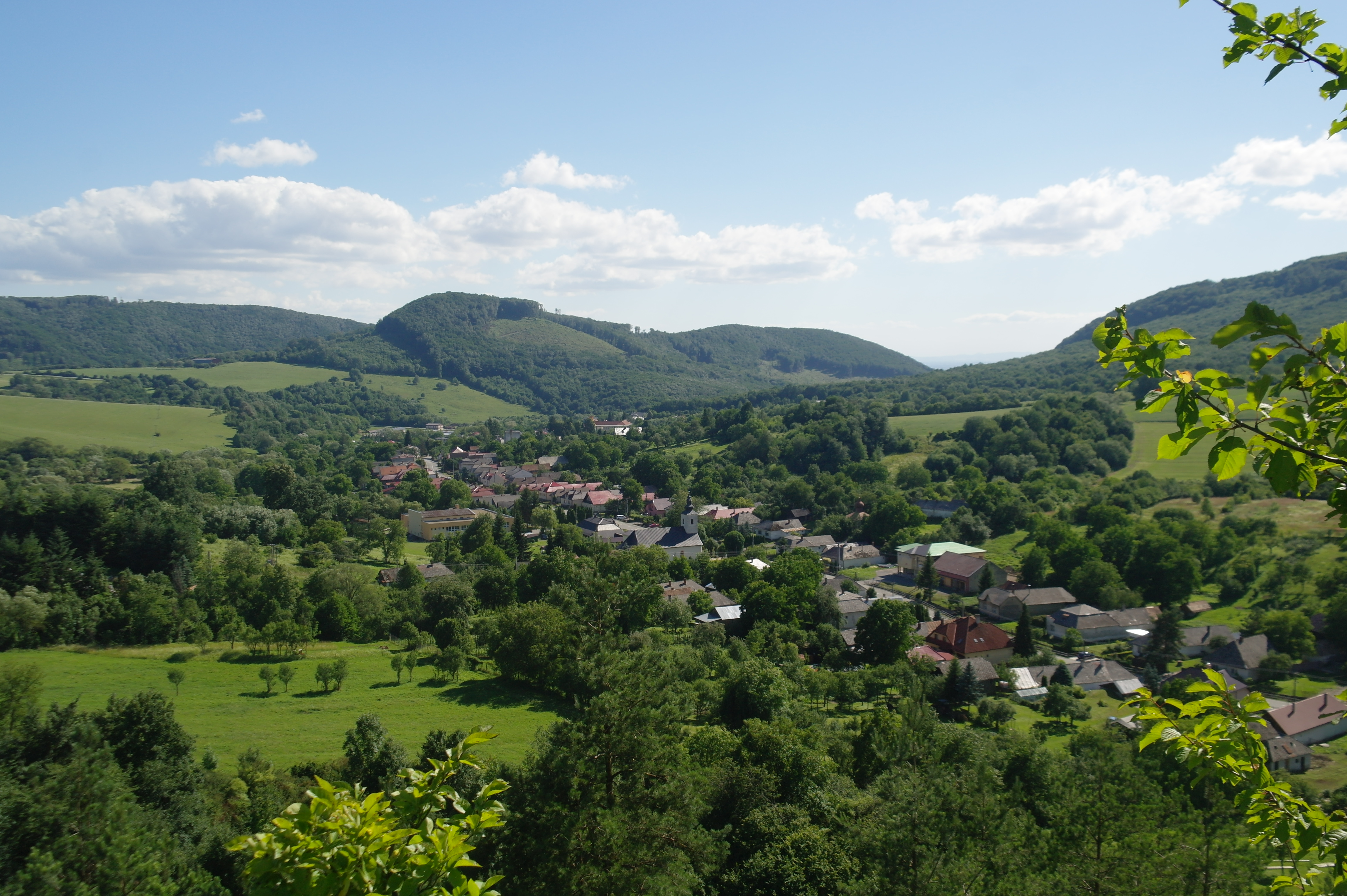

## Geographie
Die Gemeinde befindet sich im Vihorlatgebirge zwischen den geomorphologischen Einheiten Vihorlat im Westen und Popriečny weiter im Osten, im Quellbereich des Baches Sobranecký potok, im Einzugsgebiet des Uh. Das Ortszentrum liegt auf einer Höhe von 342 m n.m. und ist 14 Kilometer von Sobrance entfernt.
Nachbargemeinden sind Ruská Bystrá im Norden, Ruský Hrabovec im Nordosten, Inovce im Osten, Beňatina im Südosten und Süden, Choňkovce im Südwesten und Westen und Hlivištia im Nordwesten.

## Geschichte
Podhoroď wurde zum ersten Mal 1406 als Varalya schriftlich erwähnt, weitere historische Bezeichnungen sind unter anderen Podhraza (1786) und Podhorodje (1808). Das Dorf entstand im frühen 14. Jahrhundert als Siedlung unterhalb der Burg Tibava, die in der zweiten Hälfte des 13. Jahrhunderts gebaut und 1715 geschleift wurde. Der Ort war Teil der Herrschaft von Großmichel und Tibava, im 18. Jahrhundert war er Besitz der Familie Dravetzky. 
1427 war keine Steuer fällig. 1715 gab es 15 Haushalte, 1828 zählte man 35 Häuser und 485 Einwohner, die als Hirten, Kalkbrenner, Köhler, Landwirte und Waldarbeiter tätig waren. Von 1870 bis 1880 wanderten viele Einwohner aus.
Bis 1918/1919 gehörte der im Komitat Ung liegende Ort zum Königreich Ungarn und kam danach zur Tschechoslowakei beziehungsweise heute Slowakei. In der ersten tschechoslowakischen Republik waren die Einwohner als Drechsler und Landwirte beschäftigt, es gab hier eine Dampfsäge. Als Folge des Slowakisch-Ungarischen Kriegs war der Ort von 1939 bis 1944 noch einmal Teil Ungarns. Nach dem Zweiten Weltkrieg pendelte ein Teil der Einwohner zur Arbeit nach Košice sowie in den tschechischen Landesteil der Tschechoslowakei. 1959 wurde die örtliche Einheitliche landwirtschaftliche Genossenschaft (Abk. JRD) gegründet, es gab hier zwei Steinbrüche.

## Bevölkerung
| Jahr                | 1994 | 2004     | 2014    | 2024     |
| ------------------- | ---- | -------- | ------- | -------- |
| Anzahl der Personen | 443  | 391      | 374     | 320      |
| Unterschied         |      | −11,73 % | −4,34 % | −14,43 % |

| Jahr                | 2023 | 2024    |
| ------------------- | ---- | ------- |
| Anzahl der Personen | 315  | 320     |
| Unterschied         |      | +1,58 % |

Nach der Volkszählung 2011 wohnten in Podhoroď 385 Einwohner, davon 343 Slowaken, acht Russinen, fünf Tschechen und vier Ukrainer. Ein Einwohner war konfessionslos und 24 Einwohner machten keine Angabe zur Ethnie.
168 Einwohner bekannten sich zur griechisch-katholischen Kirche, 93 Einwohner zur orthodoxen Kirche, 29 Einwohner zur römisch-katholischen Kirche, 27 Einwohner zu den Zeugen Jehovas, zwei Einwohner zur Evangelischen Kirche A. B. sowie jeweils ein Einwohner zur evangelisch-methodistischen Kirche und zur reformierten Kirche. Vier Einwohner bekannten sich zu einer anderen Konfession, 15 Einwohner waren konfessionslos und bei 45 Einwohnern wurde die Konfession nicht ermittelt.

## Bauwerke
- Ruine der gotischen Burg Tibava
- griechisch-katholische Kirche Basilius der Große im klassizistischen Stil aus den Jahren 1838–1844[6]

## Verkehr
Durch Podhoroď führt die Cesta II. triedy 566 („Straße 2. Ordnung“) von Tibava nach Ubľa. Von ihr zweigt die Cesta III. triedy 3812 nach Beňatina und Inovce ab.